# بلايند جو رينولدز
بلايند جو رينولدز (بالإنجليزية: Blind Joe Reynolds) هو عازف قيثارة وموسيقي أمريكي، ولد في عقد 1900 في أركنساس في الولايات المتحدة، وتوفي في 10 مارس 1968 في مونرو في الولايات المتحدة بسبب ذات الرئة.

## وصلات خارجية
- بلايند جو رينولدز على موقع ميوزك برينز (الإنجليزية)
- بلايند جو رينولدز على موقع أول ميوزيك (الإنجليزية)
- بلايند جو رينولدز على موقع ديسكوغز (الإنجليزية)